# Marvel's Avengers
«Marvel's Avengers» (укр. «Marvel's Месники») — пригодницько-супергеройська відеогра від третьої особи основана на команді Месники та коміксах про них, розроблена Crystal Dynamics й видана Square Enix та Eidos Montreal. З розробкою гри також допомогла студія Crystal Northwest; портуванням гри для Windows займається студія Nixxes Software; з ліцензійними та видавничими питаннями допоміг видавничий бренд Marvel Games. Анонс відбувся в січні 2017 року, а демонстрація в червні 2019 року на E3.
Сюжет гри покаже поразку Месників під час чергової битви, та її наслідки — вже як п'ять років, герої, у тому числі і Месники, поза законом, Капітан Америка загинув, Месники розпалися; щоб дати відсіч новій загрозі та повернути захист світові, Месники які залишилися мусять перезібратися та знову стати пліч-о-пліч.
Гра вийшла 4 вересня 2020 року на ПК (Microsoft Windows), PlayStation 4, Xbox One та Google Stadia. Пізніше, Marvel's Avengers вийде на консолях нового покоління: PlayStation 5 та Xbox Series X.

## Синопсис
Події гри «Marvel's Avengers» починаються у «День Месників», на церемонії де Капітан Америка, Залізна людина, Галк, Чорна вдова та Тор презентують відкриття нової високотехнологічної штаб-квартири Месників у Сан-Франциско — включаючи дебют їх власного гвинтоносця на експериментальному джерелі енергії. Святкування стає смертельним, як тільки катастрофічний нещасний випадок обернувся масштабним спустошенням довкілля. Звинувачені в трагедії, Месники розколюються та розходяться. Минуло п'ять років, усі супергерої оголошені поза законом, але зненацька світу загрожує нова небезпека, і єдина надія людства — знову зібрати Наймогутніших Героїв Землі.

## Ігровий процес
Гра демонструє класичні супергероїські екшн-пригоди від третьої особи, з широкою можливістю налаштовування костюмів та сил. Гравці зможуть грати в якості будь-якого персонажа команди Месників. У грі доступна як одиночна гра так і кооперативна, до 4-х гравців. Поміж місій, у розпорядженні гравців буде база Месників. Буде кілька карт середнього розміру для місій, замість одного великого відкритого міста. Гра буде постійно оновлюватися протягом довгих років, а нові герої, локації та інший контент буде безкоштовним.
Ви зможете грати за Капітана Америку, Тора, Галка, Чорну вдову і Залізну людину, як у одиночній, так і в кооперативній грі. Наприкінці презентації E3 показали тизер відеогри, де з'явився Генк Пім, а отже відбудеться поява й Людини-мурахи. Під час E3 2019 творці та видавці гри повідомили, що у грі ще буде багато персонажів, у тому числі найбільш очікувані серед фанатів після першого детального показу гри (Соколине око). Будуть доступні альтернативні костюми для героїв (різні для кожного персонажа). Буде дерево навичок для налаштування здібностей.

## Персонажі
Месники
- Капітан Америка (Стів Роджерс) — Джефф Шайн:

Лідер Месників. Під час Другої світової війни, він взяв участь у тесті експериментальної сироватка та досяг піку людських фізичних можливостей, але після багатьох битв у воєнний час опинився замороженим в анабіозі, перш ніж прокинутися в сучасному світі.
- Тор (Тор Одінсон) — Тревіс Віллінгем:

Месник й Король Асґарду, оснований на однойменному скандинавському міфологічному божеству.
- Галк (Брюс Беннер) — Трой Бейкер:

Месник та геніальний вчений, який, через вплив гамма-випромінювання, перетворюється на монстра, коли гнівається або хвилюється.
- Чорна вдова (Наташа Романов) — Лора Бейлі:

Месниця та висококваліфікована шпигунка, колишній агент Щ.И.Т.а.
- Залізна людина (Тоні Старк) — Нолан Норт:

Власник та постачальник технологій для Месників. Самопроголошений геній, мільярдер, плейбой та філантроп з електромеханічними обладунками свого власного винаходу.
- Людина-мураха (Генк Пім):

Винахідник та вчений, який винайшов технології задля зменшення до розмірів комах.
- Міс Марвел (Камала Хан):

Підліток пакистансько-американського походження з Нью-Джерсі. Вона володіє здатністю змінювати форму тіла. Камала виявляє, що у неї є надлюдські здібності та бере кодове ім'я Міс Марвел, від її кумира Керол Денверс.
- Соколине око (Клінт Бартон):

Месник-стрілець, а також колишній агент Щ.И.Т.а.
Майстри зла
- Спостерігач:

Спостерігач має здатність копіювати будь-який стиль бою або рухів, за якими він спостерігав. Часто він носить меч, щит, лук і стріли, але він також відомий тим, що носить ножі, пістолети та іншу зброю. Однак, він не може імітувати надлюдські здібності, хоча він може досягти напів-супершвидкості, спостерігаючи за бойовим відео в швидкому русі.
- Огида:

Раніше відомий як Еміль Блонський, шпигун Радянського югославського походження, що працює на КДБ, Огида отримав свої здібності після отримання дози гамма-випромінювання, подібної до тієї, яка перетворила Брюса Баннера у Галка. В результаті він назавжди перетворився на масивного зеленошкірого монстра, чия фізична сила була еквівалентна, або навіть більша, силі Галка. Хоч він і зміг зберегти свій нормальний рівень самоконтролю та інтелекту після цієї трансформації, він не може повернутися до людського формі.

## Локації
- - Планета Земля
    - Північна Америка
      - Сполучені Штати Америки
        - Західне узбережжя США
          - Сан-Франциско
            - Міст Золота Брама

        - штат Нью-Йорк
          - Нью-Йорк
            - Мангеттен

      - Антиґуа і Барбуда
        - Карибське море
          - Малі Антильські острови
            - Барбуда

  - Орбіта Землі

Під час прямого ефіру у стилі Q&A («питання та відповіді») з розробниками, було підтверджено, що замість одного величезного міста, вони обрали безліч невеликих локацій (важливі місця з всесвіту Marvel та оточення Месників), щоб гравці могли вирушити у подорож в усьому світі у ролі Месників.

## Історія

### Анонс
Наприкінці січня 2017 року Marvel оголосила про спільне партнерство з Square Enix для мультиігрових проєктів, починаючи з гри, заснованої на Месниках. 26 січня 2017 року гра була офіційно анонсована під назвою The Avengers Project з кінематографічним трейлером. У трейлері були показані символи головних членів команди Месники: розбиті окуляри (Брюс Беннер / Галк), молот Мйольнір (Тор), кібернетична рука (Залізна людина) та щит Капітана Америки. Трейлер-анонс також продемонстрував ідею розколотих Месників, які мусять «перезібратися» (англ. #Reassemble).

### Electronic Entertainment Expo 2019
29 травня 2019 року було підтверджено, що гра буде продемонстрована на E3 2019 у Лос-Анджелесі, а саме на презентації Square Enix 10 червня з 18:00 по 19:00 за місцевим часом (11 червня о 4:00-5:00 за київським часом). Напередодні презентації, біля E3 був помічений великий рекламний банер гри зі слоганом «Прийми свої сили» (англ. Embrace Your Powers), та переліком платформ: PS4, Xbox One, Stadia, PC. На презентації гри був продемонстрований новий трейлер гри, який розкрив багато деталей сюжету та вперше продемонстрував зовнішній вид та трішки ігрового процесу гри, також були показані перші деталі та деякі подробиці сюжету. Під час презентації було продемонстровано акторів озвучення головних героїв гри, а саме, було показано відео з акторським складом де кожен трішки розповідав про працю над своїм персонажем та свої думки і факти про саму гру. За зачиненими дверми, для обмеженої кількості осіб, було продемонстровано повний ігровий процес та дозволено пограти у демо-версію гри, дії якої, ймовірно, відбуваються на початку гри — битва з Спостерігачем на мосту Золота Брама у Лос-Анджелесі, деякі сцени звідти вже були показані широкій публіці, у першому повноцінному трейлері. Після презентації багатьом шанувальникам не сподобались деякі дизайни персонажів: костюм Капітана Америки та дизайн обличчя Чорної вдови. Розробники прокоментували невдоволення як логічну реакцію незвички, та не збирають змінювати дизайни, через своє прагнення створити оригінальну та незалежну від інших адаптацій історію та світ, проте обіцяють покращити графіку та дрібні моменти. 18 червня, на ютюб-каналі компанії IGN, було опубліковано відео з записом інтерв'ю, на E3, з представником видавництва Marvel Games — Біллом Роусманном; та режисером/сценаристом гри — Шоном Ескайґом.

### San Diego Comic-Con 2019
1 липня стало відомо, що Marvel Entertainment буде присутня на San Diego Comic-Con 2019 (18–21 липня 2019), та матиме панель видавничого бренду Marvel Games 18 липня з 13:30 (23:30 за київським часом), на якій буде присутня інформація про Marvel's Avengers. Згодом, видавник гри Square Enix підтвердив, що ігровий процес відеогри покажуть 18 липня в рамках San Diego Comic-Con 2019. Панель гри матиме акторів озвучення та креативного директор Crystal Dynamics Шона Ескайґа. Показ гри відбудеться суто для відвідувачів заходу.
У Залі H було продемонстровано відеоролик ігрового процесу демо-версії гри (перший рівень), який буде оприлюднено у мережі після GamesCom 2019 (наприкінці серпня). У відеоролику був показаний попередній ігрового процесу та альфа-контент з прологу гри, який показав події у «День Месників» (англ. "A-Day"): запуск власного гвинтоносця Месників, який працює від експериментального джерела енергії, а також відкриття штаб-квартири Месників західного побережжя. На презентації був показаний не тільки ігровий процес альфа-версії, але й ранній погляд на налаштування героїв з різним спорядженням і костюмами (кастомізація). Після анонсу нових персонажів, на честь 80 років Marvel було оголошено, що у грі будуть костюми натхненні історією Marvel Comics. Показали налаштування свого стилю гри, інвестуючи бали навичок та дерево прокачки, щоб використовувати унікальні й різні сили героїв, з ідеєю, що кожен ігровий досвід буде відрізнятися: у гравця від гравця, у героя від героя. Одним з останніх анонсів під час панелі у Залі H було оголошення про те, що буде 30-сантиметрова статуя Капітана Америки від Gentle Giant Studios у колекційному виданні гри. Більш детальна інформація про те, коли і де можна буде оформити попереднє замовлення, буде надана пізніше у 2019 році.
Після презентації акторський склад Месників: Джефф Шайн, Тревіс Віллінгем, Трой Бейкер, Лора Бейлі та Нолан Норт зібралися, щоб підписати ексклюзивні літографії відвідувачам SDCC2019.

### Gamescom 2019
Під час SDCC2019 було оголошено, що на фестивалі Gamescom 2019 буде продемонстрована гра Marvel's Avenegrs та через тиждень після фестивалю буде оприлюднений ігровий процес гри у мережу, фестиваль запланований на 20–24 серпня 2019 року у Кельні (Німеччина). О 10 годині ранку 20 серпня було офіційно опубліковано перший гри, а саме майже 20 хвилин гри першого рівня гри, «День Месників» (англ. «A-Day»). У опублікованому ігровому процесі були помітні покращення графіки та незначні зміни дизайну, який, загалом, залишився минулим.

## Українська локалізація
Планується, що у грі буде повністю відсутня українська локалізація, без озвучення, без субтитрів.